# CocoaPods
CocoaPods 是一应用级别的依赖管理器，针对Objective-C、Swift和其他任一在Objective-C运行时上运行的语言，如RubyMotion， ，它为额外的库的管理提供了标准的格式。CocoaPods由Eloy Durán与Fabio Pelosin开发，他们在其他许多研发人员的贡献与帮助下，继续管理着该项目，他们在2011年8月时着手开发，并在2011年9月1日时编译了第一个公开版本。 CocoaPods受到Ruby项目RubyGems与Bundler的强烈启发。 
CocoaPods专注于第三方代码的基于源代码的分发和与Xcode项目的自动整合。
CocoaPods可以通过命令行运行，也被整合进了JetBrains旗下AppCode 集成开发环境.通过以来的明确说明，而不是手动地拷贝源文件的方式，它为应用安装依赖（如库。除了从许多其他不同的来源安装之外，“master”规格的仓库—包含许多开源的库—以寄存在GitHub中的Git仓库的方式来维系。 CocoaPods依赖管理系统由Molinillo（页面存档备份，存于）驱动，Molinillo也被其他大型项目如Bundler（页面存档备份，存于），RubyGems（页面存档备份，存于）、Berkshelf（页面存档备份，存于）所使用。

## 例子
下面的Podfile例子安装了AFNetworking以及CocoaLumberjack库：
```
 
platform
 
:ios

 
pod
 
'AFNetworking'
,
    
'~> 2.0.0'

 
pod
 
'CocoaLumberjack'
,
 
'< 1.7'

 
target
 
'MyApp'

```